# پائولو دال فیومه
پائولو دال فیومه (انگلیسی: Paolo Dal Fiume؛ زادهٔ ۲۳ ژانویهٔ ۱۹۵۳) بازیکن فوتبال اهل ایتالیا است.
از باشگاه‌هایی که در آن بازی کرده‌است می‌توان به باشگاه فوتبال پروجا، باشگاه فوتبال تورینو، باشگاه فوتبال اودینزه، باشگاه فوتبال پیستویزه، باشگاه فوتبال ناپولی، و باشگاه فوتبال وارزه اشاره کرد.